# Papau
Papau (Asimina), häufig unter der englischen Bezeichnung Pawpaw bekannt, ist eine Pflanzengattung in der Familie der Annonengewächse (Annonaceae). Die etwa acht Arten gedeihen in Wäldern und Dickichten in subtropischen und gemäßigten Regionen Nordamerikas.
Die Früchte der Asimina-Arten sind essbar, sie werden jedoch bislang nur in geringem Umfang gezielt angebaut.

## Beschreibung

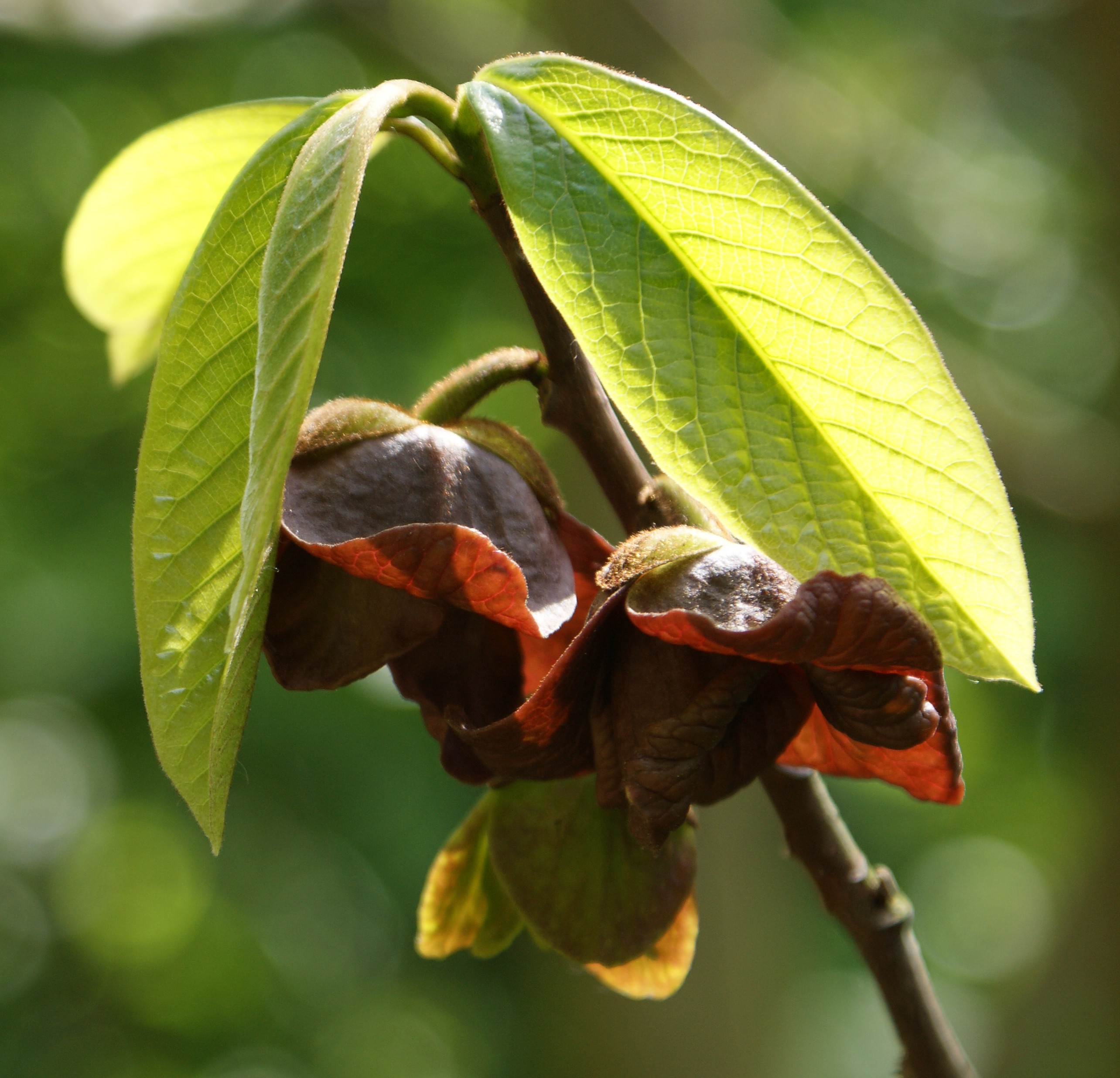
Zweig mit einfachen Laubblättern und Blüten des Dreilappigen Papau (Asimina triloba)

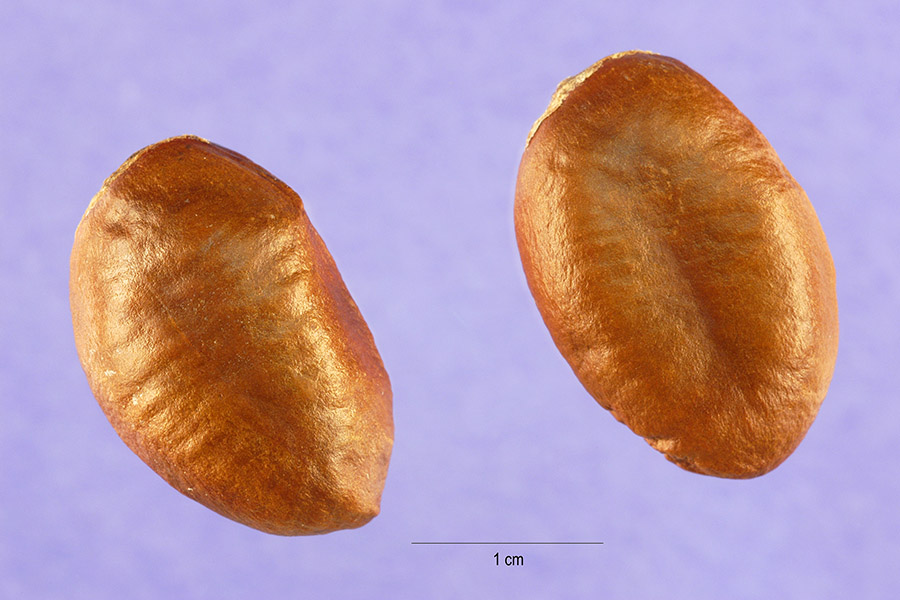
Samen des Dreilappigen Papau (Asimina triloba)

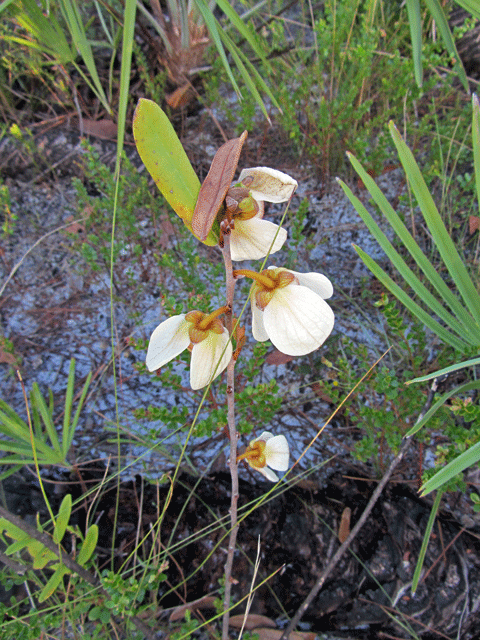
Asimina obovata

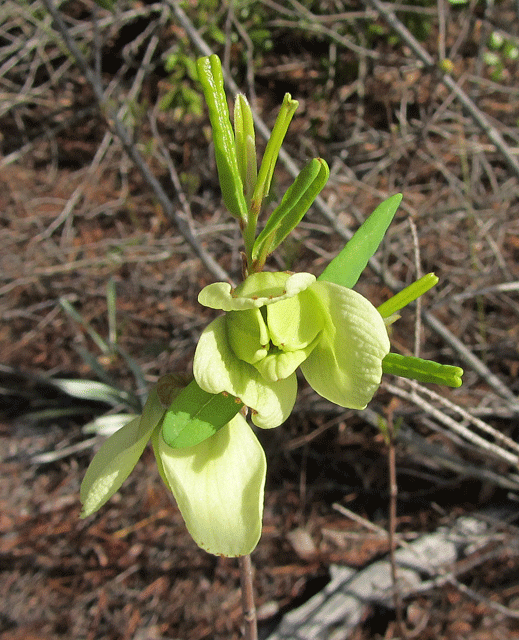
Asimina pygmaea

### Vegetative Merkmale
Asimina-Arten wachsen als Sträucher oder kleine bis mittlere Bäume und erreichen je nach Art Wuchshöhen von 2 bis 12 Metern. Die nördlich verbreitete, winterhärtere Dreilappige Papau (Asimina triloba) ist sommergrün, die anderen, weiter südlich verbreiteten Arten sind überwiegend immergrün.
Die ganzrandigen, einfachen und kurz gestielten Laubblätter sind wechselständig. Die Blattspreiten sind bei einer Länge von 20 bis 35 Zentimetern sowie einer Breite von 10 bis 15 Zentimetern lanzettlich, elliptisch bis verkehrt-eiförmig und kahl bis leicht haarig. An der Spitze sind sie bespitzt oder rundspitzig bis geschwänzt. Die Nervatur ist gefiedert.

### Generative Merkmale
Die Arten sind meist vorweiblich, protogyn. Die ein bis acht Blüten je Blattachsel sind 4 bis 6 Zentimeter groß. Die drei- bis vierzähligen, gestielten Blüten mit doppelter Blütenhülle und dachziegelig angeordneten Kelch- und Kronblättern sind je nach Art weiß, gelb bis purpurrot oder rotbraun. Die Kronblätter sind in zwei Kreisen angeordnet. Sie verbreiten einen angenehmen oder aber einen unangenehmen Geruch, der Fliegen und andere aasfressende Insekten anziehen soll, die für die Pollenverbreitung sorgen. Es sind viele Staubblätter und drei oder mehr oberständige und haarige, genäherte Stempel, die jeweils auf dem halbkugeligen Blütenboden sitzen, vorhanden.
Die Früchte sind essbare, zylindrische und längliche oder eiförmige Beeren, sie können 5 bis 16 Zentimeter lang, 3 bis 7 Zentimeter breit und 20 bis 500 Gramm schwer werden. Sie sind drei- bis mehrsamig und erscheinen zu dritt bis fünft pro Blüte am Blütenboden. Die unreifen Früchte sind grün, die reifen gelb bis braun. Der Geschmack ähnelt etwas dem von Bananen und Mangos. Die Früchte enthalten verhältnismäßig viel Protein. Die ellipsoiden und abgeflachten Samen sind bräunlich.

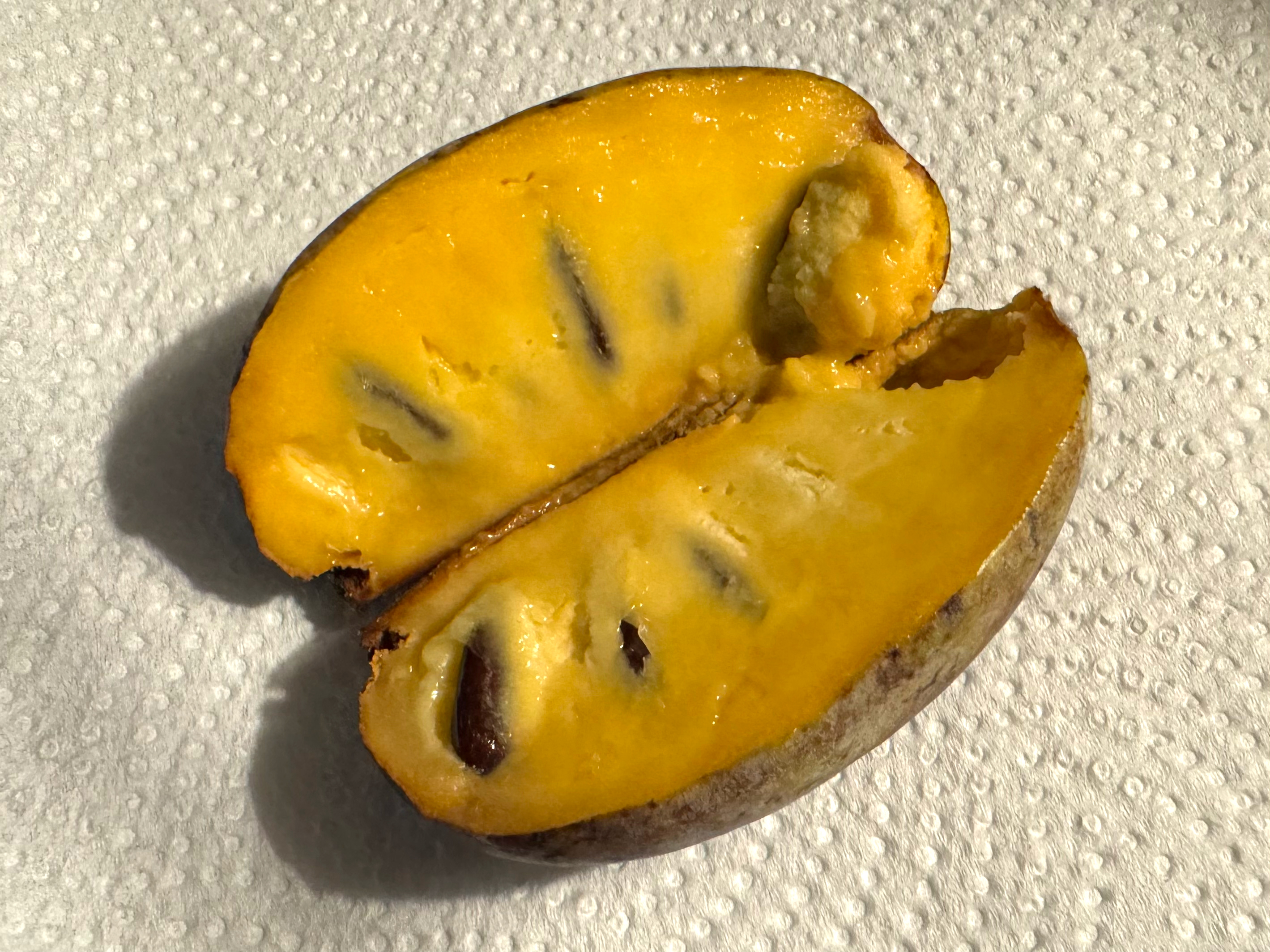
Eine aufgeschnittene Frucht
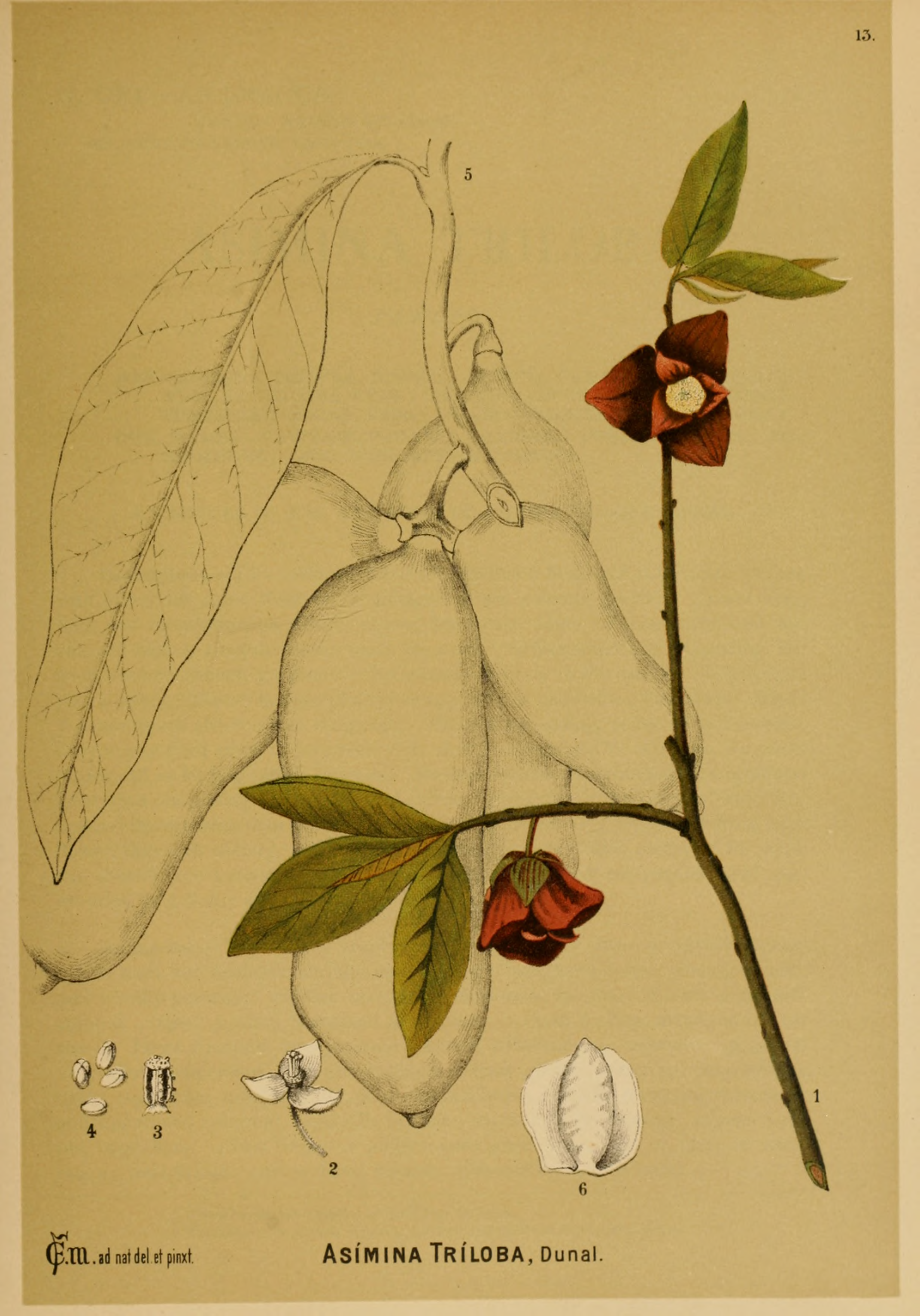
Illustration aus American Medicinal Plants, 1887 des Dreilappigen Papau (Asimina triloba)

## Systematik und Verbreitung
Die ursprüngliche Heimat der Papau-Arten liegt auf dem Nordamerikanischen Kontinent. Von den acht Arten der Gattung Asimina sind alle bis auf Asimina parviflora und die Dreilappige Papau (Asimina triloba) auf Florida und südliche Bereiche von Alabama und Georgia beschränkt (Callaway 1990). Asimina parviflora wächst im gesamten südöstlichen Teil der Vereinigten Staaten, während die Dreilappige Papau (Asimina triloba) im Osten bis hin ins südliche Kanada verbreitet ist.
Zu dieser Gattung gehören etwa acht Arten:
- Asimina incana (W.Bartram) Exell: Sie kommt in Florida und Georgia vor.[2]
- Asimina longifolia Kral: Sie kommt in Alabama, Florida und Georgia vor.[2] Mit den Varietäten:
  - Asimina longifolia var. longifolia
  - Asimina longifolia var. spatulata Kral
- Asimina obovata (Willdenow) Nash: Dieser Endemit kommt nur in Florida vor.[2]
- Asimina parviflora (Michaux) Dunal: Sie kommt in Alabama, Arkansas, Florida, Georgia, Louisiana, Mississippi, North Carolina, South Carolina, Tennessee, Virginia und Texas vor.[2]
- Asimina pygmaea (W.Bartram) Dunal: Sie kommt in Georgia und in Florida vor.[2]
- Asimina reticulata Shuttleworth ex Chapman: Dieser Endemit kommt nur in Florida vor.[2]
- Asimina tetramera Small: Dieser Endemit kommt nur in Florida vor.[2]
- Dreilappige Papau (Asimina triloba (L.) Dunal): Sie kommt in Ontario und in den zentralen und östlichen Vereinigten Staaten vor.[2]

Daneben gibt es auch die Hybride Asimina ×nashii, eine Kreuzung Asimina speciosa × Asimina longifolia.